# Saint-Sauveur (Meurthe y Mosela)
 Saint-Sauveur  es una población y comuna francesa, en la región de Lorena, departamento de Meurthe y Mosela, en el distrito de Lunéville y cantón de Cirey-sur-Vezouze.

## Demografía
| 73 | 63 | 55 | 52 | 50 | 51 |
| Para los censos de 1962 a 1999 la población legal corresponde a la población sin duplicidades (Fuente: INSEE [Consultar]) |    |    |    |    |    |